# Иелемиа, Аписаи
Аписаи Иелемиа — премьер-министр Тувалу, член парламента Тувалу от острова Ваитупу.

## Биография
В прошлом гражданский служащий, клерк парламента и оппозиционный лидер, Иелемиа с успехом одержал победу на парламентских выборах от острова Ваитупу. В августе 2004 года был одним из инициаторов вынесения вотума недоверия премьер-министру Сауфату Сопоанга, который впоследствии был вынужден уйти в отставку. Новым премьер-министром стал Маатиа Тоафа, который находился на посту вплоть до августа 2006 года. Не пользуясь общественной поддержкой, Тоафа потерпел поражение на парламентских выборах, состоявшихся 3 августа 2006 года. В результате, 14 августа новым премьер-министром стал Аписаи Иелемиа.
Приоритетным направлением деятельности его новой администрации было заявлено улучшение экономической ситуации в стране. В первом обращении к жителям страны Иелемиа подчеркнул важность хорошего руководства страной, прозрачности и подотчётности государственных структур, а также свободы СМИ. В своей политической карьере он не раз подвергал критике предыдущее правительство за контроль над СМИ (прежде всего, над «Радио Тувалу»). Став премьер-министров, Аписаи Иелемиа сразу ввёл запрет для государственных служащих (в том числе, для членов кабинета министров) на иностранные визиты.

## Состав правительства
- Спикер Парламента: Камута Латаси — от Фунафути
- Министр внутренних дел: Вилли Телави — от Нанумеа
- Министр финансов, экономического планирования и промышленности: Лотоала Метиа — от Нукуфетау
- Министр коммуникаций и занятости: Таукелина Финикасо — от Ваитупу
- Вице-премьер и министр природных ресурсов: Тавау Теии — от Ниутао
- Министр образования, спорта и здоровья: Иакоба Италели — от Нуи
- Лидер фракции: сэр Тому Малаефоно Сионе — от Ниутао[4]